# Ласана (Тексас)
Ласана (енгл. Lasana) насељено је место без административног статуса у америчкој савезној држави Тексас.

## Демографија
По попису из 2010. године број становника је 84, што је 51 (-37,8%) становника мање него 2000. године.
| Група             | 2000.       | 2010.      |
| Белци             | 5 (3,7%)    | 15 (17,9%) |
| Афроамериканци    | 0 (0,0%)    | 0 (0,0%)   |
| Азијати           | 0 (0,0%)    | 0 (0,0%)   |
| Хиспаноамериканци | 128 (94,8%) | 69 (82,1%) |
| Укупно            | 135         | 84         |